# لشکر ۷۸ پیاده (بریتانیا)
لشکر ۷۸ پیاده بریتانیا (انگلیسی: 78th Infantry Division) لشکر پیاده‌نظام نیروی زمینی بریتانیا بود، که در سال ۱۹۴۲ تأسیس شد و در سال ۱۹۴۶ منحل گردید.
لشکر ۷۸ پیاده، که با نام لشکر بتلکس نیز شناخته می‌شود، یک لشکر پیاده نظام ارتش بریتانیا بود که در طول جنگ جهانی دوم تشکیل شد و از اواخر ۱۹۴۲ تا ۱۹۴۵ در تونس، سیسیل و ایتالیا جنگید.